# Transformations bijectives d'images
On appelle transformation bijective d'image une transformation d'une image finie de n x m pixels sur elle-même : chaque pixel est donc déplacé et aucun pixel n'est perdu, ce qu'on appelle en mathématiques une permutation de l'ensemble des pixels et en langage courant un mélange.
Par exemple, la transformation de l'image {\displaystyle (n\times m)} qui déplace le pixel {\displaystyle (i,j)} en {\displaystyle ((i+1)\%n,j)}, correspond à un décalage d'un pixel vers la droite de l'image. De manière triviale, n applications de cette transformation redonnent l'image initiale. 
Cette propriété est générale : pour toute transformation bijective d'image, il existe un plus petit entier {\displaystyle k} telle que appliquée {\displaystyle k} fois, la transformation redonne l'image initiale.
Ce résultat est une conséquence immédiate du fait que l'ensemble des transformations bijectives d'une image {\displaystyle (n\times m)} est un groupe fini.
Les transformations bijectives d'images les plus connues sont 
- La transformation du photomaton
- La transformation du boulanger (et sa variante le fer à cheval de Smale)
- La transformation de Hilbert

Le nombre d'étapes avant de voir réapparaitre l'image est parfois très grand et dépend d'une part de la transformation et d'autre part de la taille de l'image. Par exemple une image carrée dont le côté est une puissance de 2 reviendra très vite, alors qu'avec deux nombres quelconques, le retour peut-être extrêmement long. Durant ces étapes, on passe parfois par des reconstitutions très proches de l'image initiale.

## Exemple: le photomaton
Cette transformation a été introduite par JP Delahaye et P Mathieu du LIFL/USTL dans Pour la Science 242, dec 1997.
Voir l'article détaillé : Transformation du photomaton.